# Austrochaperina
Austrochaperina és un gènere de granotes de la família Microhylidae que es troba Nova Guinea i Austràlia.

## Taxonomia
- Austrochaperina adamantina
- Austrochaperina adelphe
- Austrochaperina aquilonia
- Austrochaperina archboldi
- Austrochaperina basipalmata
- Austrochaperina blumi
- Austrochaperina brevipes
- Austrochaperina derongo
- Austrochaperina fryi
- Austrochaperina gracilipes
- Austrochaperina guttata
- Austrochaperina hooglandi
- Austrochaperina kosarek
- Austrochaperina macrorhyncha
- Austrochaperina mehelyi
- Austrochaperina novaebritanniae
- Austrochaperina palmipes
- Austrochaperina parkeri
- Austrochaperina pluvialis
- Austrochaperina polysticta
- Austrochaperina rivularis
- Austrochaperina robusta
- Austrochaperina septentrionalis
- Austrochaperina yelaensis